# Fritz Klatte
Fritz Klatte (28 marzo 1880 – 11 febbraio 1934) è stato un chimico tedesco.

## Biografia
Noto per aver lavorato sul Cloruro di polivinile, la cui scoperta è attribuibile non a Klatte, come erroneamente fatto in precedenza, ma al medico francese Henri Victor Regnault e al medico tedesco Eugen Baumann.
| Controllo di autorità | VIAF (EN) 57557623 · ISNI (EN) 0000 0000 1440 8761 · GND (DE) 124883044 |